# جيمس نيكلسون (ضابط)
جيمس نيكلسون (بالإنجليزية: James Nicholson)‏ هو ضابط أمريكي، ولد في 1737 في تشيسترتاون في الولايات المتحدة، وتوفي في 2 سبتمبر 1804 في نيويورك في الولايات المتحدة.